# Gaspar Yanga

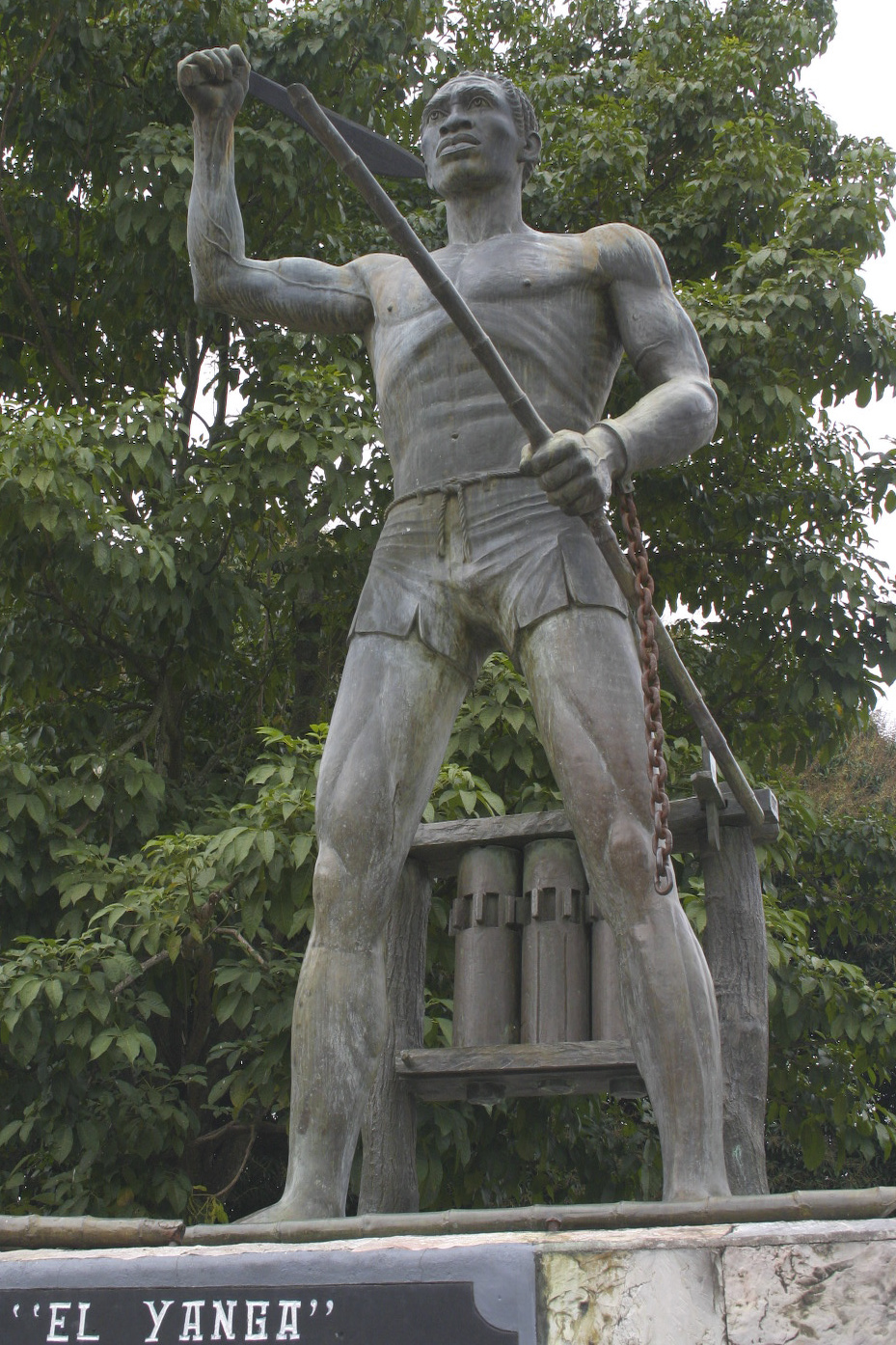
standbeeld van Gaspar Yanga

Gaspar Yanga (ook bekend als Yanga, Naga of Nanga) was de Afrikaanse leider van de slavenopstand in 1570 in het gebied van Córdoba en Orizaba in centraal Veracruz in Mexico. Gezegd werd dat hij lid was van de koninklijke familie van Gabon.
Na mislukte pogingen om hem te verslaan, besloten de Spaanse autoriteiten in 1608 tot onderhandelingen. De gemeenschap van Marrons werd enkele malen verplaatst en werd in 1655 gevestigd op de huidige locatie, San Lorenzo de los Negros dat hernoemd werd tot San Lorenzo Cerralvo en in 1932 hernoemd werd tot Yanga.
Al in 1523 waren er berichten over Marrons in de streek Oaxaca, waar zij aan de slavernij waren ontsnapt. In enkele gevallen slaagden Marrons erin militaire aanvallen te weerstaan en succesvol te onderhandelen met de koloniale machthebbers: zij verkregen hun vrijheid en de erkenning van hun woonplaatsen.
Het leven van Gaspar Yanga was bijna door de geschiedenis vergeten, tot het in de 19e eeuw ontdekt en gepopulariseerd werd door Vicente Riva Palacio.